# Giovanni Battista Piazzetta
Giovanni Battista Piazzetta (Giambattista Piazzetta ou Giambattista Valentino Piazzetta) (13 de fevereiro de 1682 ou 1683 – 28 de abril de 1754) foi um pintor rococó italiano de temas religiosos e cenas de género.
Giovanni Battista Piazzetta, juntamente com Giovanni Battista Tiepolo, Canaletto, Giovanni Battista Pittoni, Giuseppe Maria Crespi e Francesco Guardi, são os velhos mestres desse período de pintores.

## Biografia

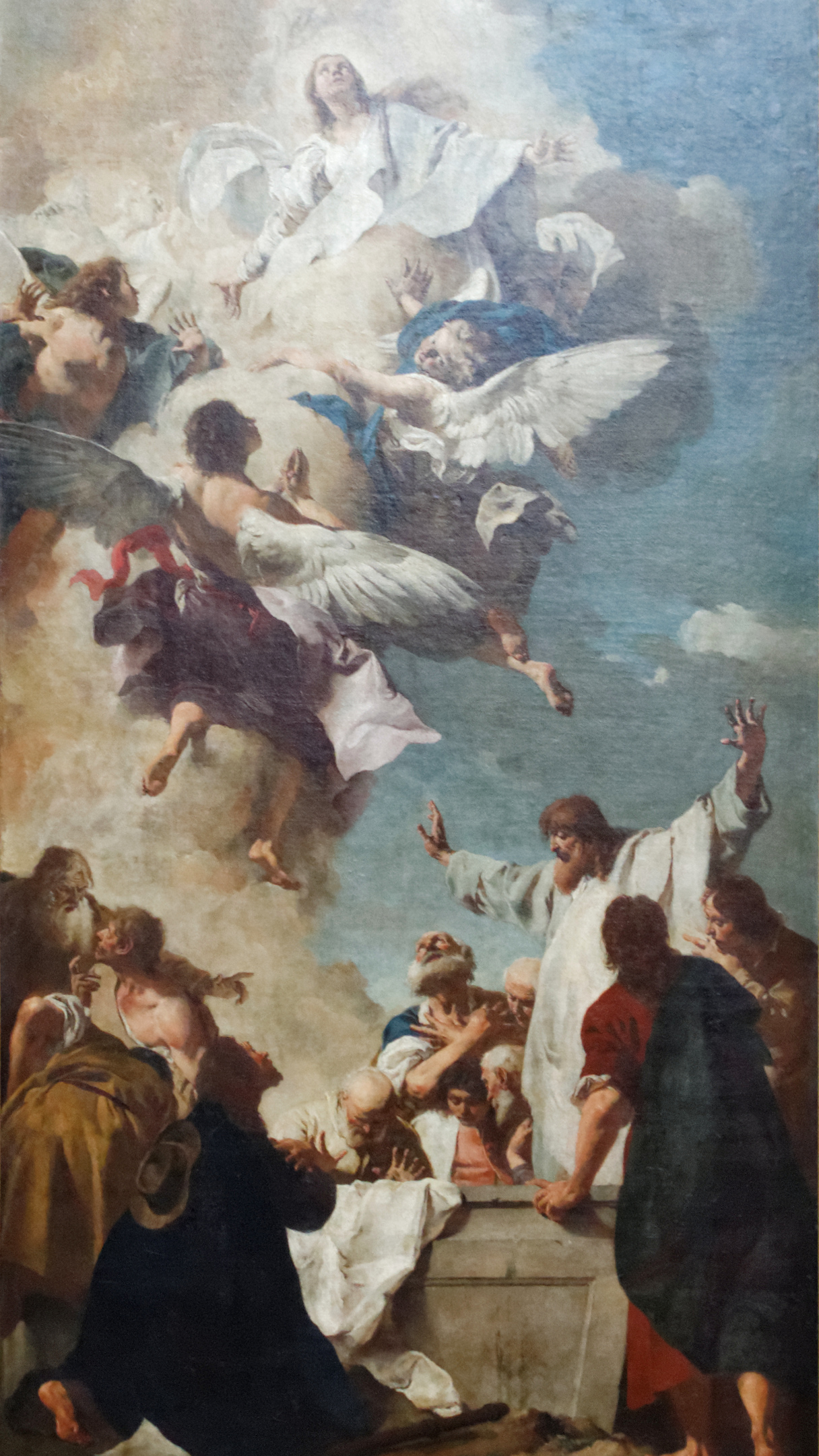
Assunção da Virgem, de G. B. Piazzetta, 1735, Museu do Louvre, Paris

Piazzetta nasceu em Veneza, filho de um escultor, de quem teve uma primeira aprendizagem do entalhamento de madeira. Começou em 1697 a estudar com o pintor Antonio Molinari. Segundo relata o próprio Piazzetta, enquanto vivia em Bolonha em 1703-1705, estudou com Giuseppe Maria Crespi, embora não haja documentos sobre uma tutela formal por parte de Crespi. Piazzetta encontrou certa inspiração na arte de Crespi, e suavizou e deu graça ao claro-escuro de Caravaggio. Representou também os camponeses, embora frequentemente vestidos segundo a moda. Ficou muito impressionado igualmente pelos retábulos criados por outro pintor bolonhês de meio século antes, Guercino.
Ao regressar a Veneza cerca de 1710, embora não prolífico ou imodesto, adquiriu reputação como artista líder. Acabou por receber menos patrocínios que outras duas estrelas eminentes do estilo veneziano rococó ou barroco tardio, Sebastiano Ricci e Tiepolo. Estes dois pintores tinham uma paleta luminosa e facilidade que lhes permitiu cobrir metros de tectos com frescos, com uma superficialidade e um encanto que estão ausentes nas representações de Piazzetta, mais escuras e intimistas. Não se pode dizer que Tiepolo, que colaborou com Piazzetta em alguns projectos, não influísse no seu contemporâneo mais conhecido (ou o inverso); não obstante, os salões com frescos em grande estilo foram cobertos, tanto em Veneza como, em especial, no estrangeiro (Piazetta viajou pouco), por Tiepolo e Ricci.
Piazzetta criou uma arte de cores quentes e ricas e uma misteriosa poesia. Era muito original na intensidade de cor que por vezes usava nas suas sombras, e na qualidade um pouco sobrenatural que dava à luz que punha em relevo parte da composição. Os gestos e as miradas dos seus protagonistas aludem a dramas que não se vêem, como numa das suas pinturas mais conhecidas, O adivinho(1740). Dotou de similar carácter esquivo obras de natureza religiosa, tais como a representação Sotto in su, da Glória de Santo Domingo na Basílica de São João e São Paulo.
Também são notáveis os seus cuidadosos desenhos de figuras de meio corpo ou grupos de cabeças. Habitualmente a carvão ou cré negra com ressaltos brancos sobre papel cinza, estão cheios do mesmo espírito que anima as suas pinturas, e foram compradas por coleccionistas como obras independentes. Também produziu gravuras.
Em 1750 Piazzetta tornou-se no primeiro director da recentemente fundada Scuola di Nudo, e dedicou-se nos últimos anos da sua vida ao ensino. Foi eleito membro da Academia Clementina de Bolonha em 1727. Entre os pintores da sua oficina contaram-se Domenico Maggiotto, Francesco Dagiu (il Capella), Francis Krause, John Henry Tischbien o Velho, Egidio Dall'Oglio, e Antonio Marinetti. Entre os jovens pintores que imitaram o seu estilo estão Giulia Lama, Federico Bencovich, e Francesco Polazzo (1683-1753).
Morreu em Veneza em 1754.

## Galeria
Pinturas de Giovanni Battista Piazzetta
- Mulher com um jarro (1730-40) no MNAA, Lisboa
- Menino pedinte (1725-30) no Instituto de Arte de Chicago
- O jovem porta-estandarte, primeira metade do séc. XVIII, óleo sobre tela, 87 × 71,5 cm, Gemäldegalerie de Dresden
- Idílio na costa (1741), Wallraf-Richartz Museum

- Cristo crucificado entre os dois ladrões (1710) na Accademia, Veneza
- Rebeca no poço (c. 1740) na Pinacoteca de Brera
- Sacrifício de Isaac (c. 1715) na Fundação Coleção Thyssen-Bornemisza, Pedralbes
- Glória de São Domingos (1727) na Basílica de São João e São Paulo, Veneza